# Alej dubů letních v Libáni
Ve vesnici Libáň nalézající se asi 3 km severovýchodně od městečka Nasavrky roste na hrázi bývalého rybníka alej deseti dubů letních (Quercus robur).
Památné stromy dosahují výšky až 25 m. Alejí prochází modrá turistická značka spojující Nasavrky s městem Slatiňany.
Alej je chráněna od roku 1996 pro svůj vzrůst a jako významná krajinná dominanta.

## Galerie

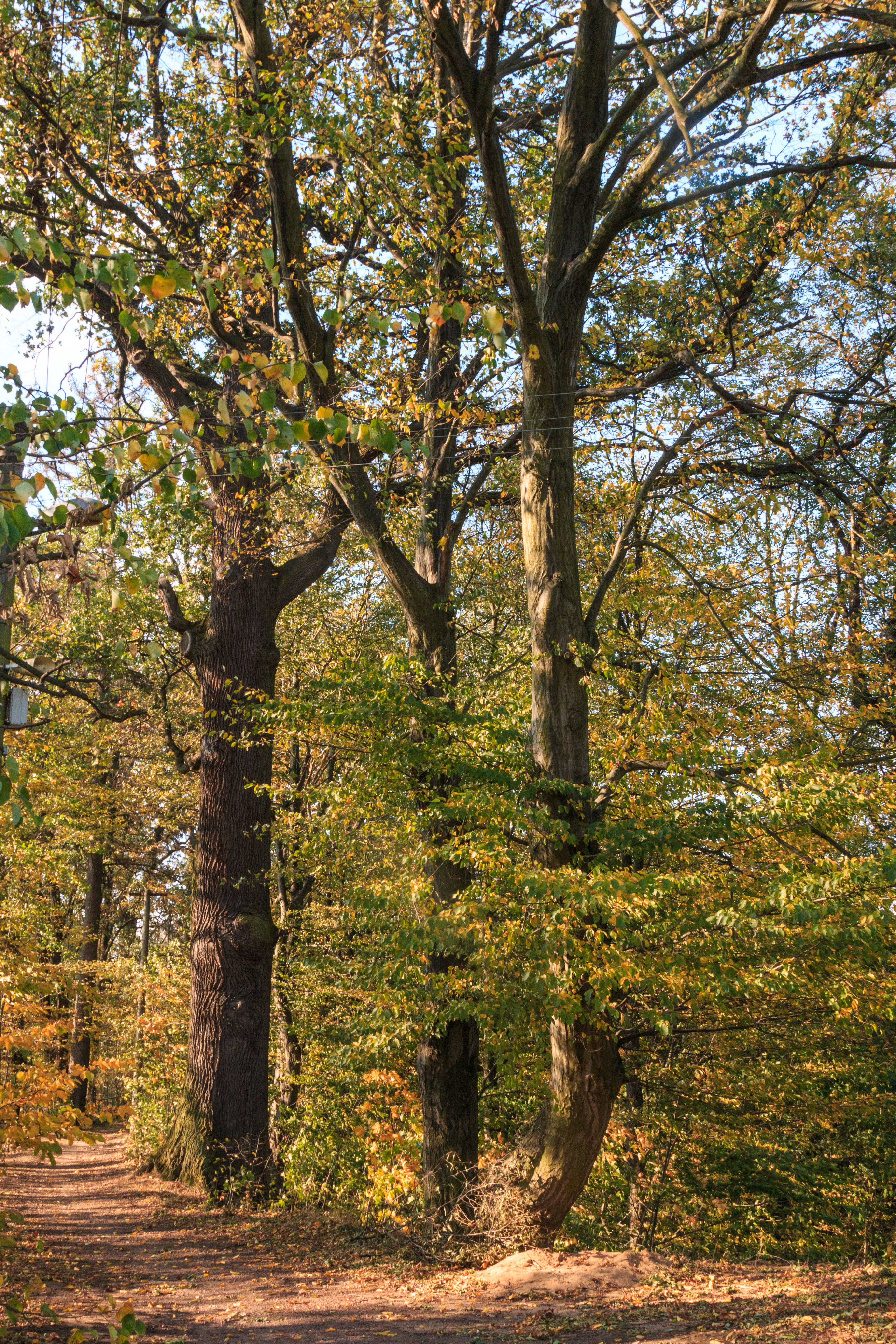
Památné duby u hráze bývalého rybníka v Libáni